# Hang Time
Hang Time é um sitcom estadunidense exibido originalmente pela NBC, entre 1995 e 2000, como parte do bloco de programação voltado para adolescentes da emissora, o TNBC. O seriado foi criado por Troy Searer, Robert Tarlow e Mark Fink (que deixou de escrever para o programa na segunda temporada), e produzido pelo renomado produtor Peter Engel, de Saved by the Bell e California Dreams. O seriado contava a história de jovens jogadores de basquete, que eram membros do time da escola, o Deering Tornadoes. A série durou seis temporadas, nas quais o elenco mudou quase que completamente. Apenas duas atrizes permaneceram no seriado do início ao fim, Daniella Deutscher e Megan Parlen, as intérpretes de Julie Connor e Mary Beth Pepperton, respectivamente.

## Elenco
- David Hanson como Chris Atwater
- Daniella Deutscher como Julie Connor
- Chad Gabriel como Danny Mellon
- Megan Parlen como Mary Beth Pepperton
- Robert Michael Ryan como Earl Hatfield
- Christian Belnavis como Michael Maxwell
- Hillary Tuck como Samantha Morgan
- Reggie Theus como Coach Bill Fuller
- Kevin Bell como Josh Sanders
- Michael Sullivan como Vince D'Amata
- Anthony Anderson como Teddy Broadis
- Paige Peterson como Amy Wright
- Adam Frost como Michael Manning
- Amber Barretto como Kristy Ford
- Mark Famiglietti como Nick Hammer
- Dick Butkus como Técnico Mike Katowinski
- Danso Gordon como Kenny "Silk" Hayes
- James Villani como Rico Bosco
- Jay Hernandez como Antonio Lopez
- Phillip Glasser como Eugene Brown

## Mudanças
Hang Time se tornou uma série bastante conhecida por suas notórias mudanças no elenco, que também ocorriam em outro programa do TNBC, Saved by the Bell: The New Class. 
Originalmente, a transferida Julie Connor se aproximou do capitão do time de basquete e da líder de torcida Mary Beth Pepperton, e logo eles se tornaram amigos, apesar de algumas desavenças. Outros jogadores do time eram Danny Mellon, Earl Hatfield e Michael Maxwell, e o técnico Bill Fuller também era parte importante da trama, na medida em que tentava se ajustar como membro da equipe da escola. 
Após a primeira temporada, ficou clara a insatisfação de executivos da NBC com o programa, e vários personagens foram retirados da trama, entre eles os protagonistas Chris, Sam, Earl e Michael, sem nenhuma explicação durante a temporada seguinte do seriado. 
Na segunda temporada, apareceram Vince D'Amata, Teddy Broadis, Josh Sanders e Amy Wright, que substituíram Chris, Earl, Michael e Sam. Além disso, Mary Beth se tornou a nova monitora do time, enquanto Amy tomava seu lugar como líder de torcida. Ao término da segunda temporada, Amy e Josh foram retirados da trama e substituídos por Michael e Kristy, enquanto o técnico Fuller sairia no final de temporada seguinte, e na quarta, seriam apresentados o novo técnico, Mike Katowinski, e mais jogadores para o time, como Nick Hammer, Kenny Hayes e Rico Bosco, substitutos de Danny, Teddy e Vince, que foram para a universidade.
Na quinta temporada, Eugene Brown foi introduzido em substituição a Rico, enquanto Nick Hammer também saía do time, em seu lugar, Antonio Lopez (que era um mero personagem recorrente na temporada anterior) também se tornou um jogador do time. A quinta temporada foi a única que não viu uma nova mudança de elenco, na medida em que todos os personagens permaneceram na última temporada da série.

## Episódios
Assim como Saved by the Bell: The New Class, Hang Time lidou com muitos problemas que os adolescentes enfrentam no dia-a-dia, como drogas, álcool, racismo, discriminação, AIDS, e também assuntos mais leves, como namoro e problemas com notas na escola.

## Prêmios
| Ano  | Premiação        | Categoria                                 | Indicado(s)    | Resultado |
| ---- | ---------------- | ----------------------------------------- | -------------- | --------- |
| 2001 | ALMA Awards      | Melhor diretor em uma série de comédia    | Miguel Higuera | Indicado  |
| 1999 | YoungStar Awards | Melhor atriz em uma série infanto-juvenil | Megan Parlen   | Indicado  |
| 1998 | YoungStar Awards | Melhor atriz em uma série infanto-juvenil | Megan Parlen   | Indicado  |
| 1997 | YoungStar Awards | Melhor atriz em uma série infanto-juvenil | Megan Parlen   | Vencedor  |

## Transmissões Internacionais
| País      | Emissora      |
| --------- | ------------- |
| Austrália | Seven Network |
| Canadá    | NBC           |
| Estônia   | Kanal 2       |

| País             | Emissora   |
| ---------------- | ---------- |
| Filipinas        | Studio 23  |
| Reino Unido      | Trouble TV |
| República Tcheca | TV Nova    |